# Dorothea (film)
Pour plus de détails, voir Fiche technique et Distribution.
Dorothea est un film franco-allemand réalisé par Peter Fleischmann et sorti en 1974.

## Fiche technique
- Titre : Dorothea
- Titre original : Dorotheas Rache
- Réalisation : Peter Fleischmann
- Scénario : Jean-Claude Carrière et Peter Fleischmann
- Photographie : Jean-Jacques Flori et Klaus Müller-Laue
- Son : Alain Sempé et Christian Vallée
- Musique : Philippe Sarde
- Montage : Robert Polak, Maria Rock et Ernst Witzel
- Production : Hallelujah Films - Stephan Films
- Pays :  France -  Allemagne de l'Ouest
- Durée : 92 minutes
- Date de sortie : France - 7 février 1974

## Distribution
- Anna Henkel : Dorothea
- Alexander von Paczenski : Bert
- Gerhard Gommel : Cliff
- Henry Beuck : Iwan
- Anemone Gehann
- Birgit Heise